# Вина, Эмили
Эмили Вина (фр. Émilie Vina, род. 24 марта 1982, Бонвиль) — французская лыжница, участница двух Олимпийских игр. Универсал, одинаково успешно выступала и в спринтерских и в дистанционных гонках.
В Кубке мира Вина дебютировала в 2002 году, в ноябре 2003 года впервые попала в десятку лучших на этапе Кубка мира, в эстафете. Всего имеет 11 попаданий в десятку лучших на этапах Кубка мира, все в командных соревнованиях, в личных гонках не поднималась выше 13-го места. Лучшим достижением Вина в общем итоговом зачёте Кубка мира является 60-е место в сезоне 2004-05.
На Олимпиаде-2006 в Турине, стала 9-й в эстафете и 47-й в спринте.
На Олимпиаде-2010 в Ванкувере, заняла 48-е место в скиатлоне 7,5+7,5 км.
За свою карьеру принимала участие в трёх чемпионатах мира, лучший результат 9-е место в эстафете на чемпионате мира 2003 года, в личных видах не поднималась выше 36-го места.
По окончании сезона 2011-12 Эмили Вина завершила профессиональную карьеру.
Использовала лыжи и ботинки производства фирмы Fischer.